# Sông Osuga
Osuga (tiếng Nga: Осуга) là tên một dòng sông tọa lạc tại các tỉnh Tver và tỉnh Smolenks của Nga. Nó là một phụ lưu bên trái của sông Vazuza.
Sông Osuga có chiều dài 100 cây số, với nguồn là nơi hội tụ của những dòng suối gần làng Zavidovo Oleninskogo. Nó chảy sang phía Đông tới làng Zubtsovskogo. После заполнения hồ Vazuzskoye в 1981 году в нижнем течении разлилась. В верховьях реки Оленинский комплексный заказник. Một phần của con sông chính là ranh giới tự nhiên giữa các tỉnh Tver và Smolensk.
Sông Osuga đổ vào sông Vazuza và hồ Vazuzskoye.